# Фрунзенский район (Санкт-Петербург)
Фру́нзенский райо́н — административно-территориальная единица на востоке центральной части Санкт-Петербурга. Граничит с Адмиралтейским, Невским, Центральным, Московским, Пушкинским и Колпинским районами. Площадь района — 37,469 км², что составляет почти 6 % территории города (он немного меньше Калининского района). Протяжённость с севера на юг составляет около 11 км, а с востока на запад — около 4 км. Здесь проживает 412 471 чел. (2025). Назван в честь Михаила Васильевича Фрунзе, одного из наиболее известных военачальников Красной Армии во время Гражданской войны. По состоянию на 2012 год во Фрунзенском районе 65 улиц, 6 проспектов, 6 переулков, 4 проезда, 3 площади, 2 набережные, 1 бульвар, 1 дорога, 1 аллея и 1 шоссе. На территории района находится 1086 жилых зданий с общим числом квартир в 157,5 тыс. и площадью 8,4 млн м². По качеству жизни Фрунзенский район занимает среднее 9 место из 18 районов Петербурга.

## История
На территории, сегодня принадлежащей Фрунзенскому району, располагалось несколько посёлков, самой древней из которых была Волкова деревня. В летописи XVI века Водской пятины  упоминается селение Судола. Большинство историков пришли к выводу, что речь идёт об одном посёлке, но с разными именами. Деревня располагалась на берегу Сетуя, ныне реки Волковки. Помимо Судолы письменные источники указывают на наличие других населённых пунктов. В более поздних хрониках упоминается деревня Купчинова, которая также присутствует в шведских источниках. При завоевании территорий шведами, на карте местности вместо славянских появляются новые финские населённые пункты.
В 1703 году территория снова оказывается под контролем России и начинает строиться новый город на Неве, на территории будущего района начали возводить Лиговский канал, один из крупнейших проектов Петра I. Некоторое время канал использовали как хранилище питьевой воды. Позже тут построили первый деревянный водопровод, по которому вода подавалась в особо важные здания того периода. Канал был частично засыпан и поглощён городом.
В XVIII – XIX на данной территории располагалось множество извозчичьих дворов, питейных домов и чайных, что породило дурную репутацию данной части города. С 1769 по 1833 годы здесь возводился Обводный канал, изначально задуманный как ров для пограничных и таможенных целей и как защитное сооружение от наводнений. В результате Обводный канал к XIX веку превращается в важную судоходную артерию города. Берега канала стали быстро застраиваться новыми зданиями и вблизи начал развиваться новый промышленный район.
В 1837 году здесь была открыта первая железная дорога в России, которая соединяла город и Царское Село. Карты города середины XIX век определяли будущий Фрунзенский район как «Каретную часть», в неё входили Лиговка, Волкова деревня и Волково поле. Обводный канал считался границей города. К концу XIX века территория начала застраиваться новыми жилыми районами, а местность стала называться Александро-Невская полицейская часть.
К началу XX века граница города расширилась до трассы будущей улицы Салова, в южной части будущего района находились пустыри и огороды. В 1917 году Александро-Невская полицейская часть была упразднена, так территория стала частью «Первого Городского района» с 1922 — Володарского района и с 1930 года — вошла в состав Московского района.
Фрунзенский район был образован 9 апреля 1936 года из частей упразднённого Центрального и Смольнинского районов, однако его нынешняя территория продолжала входить в состав Московского. В 1965 году к району была присоединена вся его нынешняя территория, а часть района, находившаяся севернее Обводного канала, была уменьшена. На южной части района, где ещё располагались посёлки, началось массовое возведение панельных домов-хрущёвок, которые и по сей день составляют большую часть построек. Возводились в основном дома 504, 606, 600.11 серий. Вдоль проспекта Славы и Бухарестской улицы построены дома по индивидуальным проектам. К 1973 году вся территория района за пределами Обводного канала была полностью перестроена. Это привело к тому, что все административно-хозяйственные органы района и необходимая инфраструктура располагались на северной части района, что порождало новые неудобства. Такая ситуация сохранялась до 80-х и 90-х годов. В 1978 году район приобрёл нынешние границы.
В период с 2008 по 2012 года завершилось строительство 1-й очереди Фрунзенского радиуса 5-й линии Петербургского Метрополитена и были открыты 4 новые станции: Обводный Канал, Волковская, Бухарестская и Международная. Это частично избавило район от транспортной изоляции. В октябре 2019 года были открыты ещё 2 станции метро: Проспект Славы и Дунайская, которые охватывают остальную южную часть района.
В ноябре 2017 года было предложено переименовать Фрунзенский район в Купчинский (по историческому названию) в ходе борьбы с революционными названиями. Однако предложения не были услышаны.

## Население
| 1939     | 2002     | 2009     | 2010     | 2012     | 2013     | 2014     | 2015     | 2016     |
| -------- | -------- | -------- | -------- | -------- | -------- | -------- | -------- | -------- |
| 267 684  | ↗405 274 | ↘390 889 | ↗401 779 | ↗404 740 | ↘404 564 | ↗405 736 | ↗407 570 | ↘405 308 |
| 2017     | 2018     | 2019     | 2020     | 2021     | 2023     | 2025     |          |          |
| ↗406 029 | ↘401 410 | ↘394 972 | ↘386 537 | ↗416 570 | ↘413 983 | ↘412 471 |          |          |

Национальный состав
По итогам переписи населения 2020 года проживали следующие национальности (национальности менее 0,1 % и другое см. в сноске к строке «Другие»):
| Национальность | Численность, чел. | Доля     |
| -------------- | ----------------- | -------- |
| Русские        | 319 284           | 76,65 %  |
| Азербайджанцы  | 2302              | 0,55 %   |
| Украинцы       | 2069              | 0,50 %   |
| Татары         | 1387              | 0,33 %   |
| Белорусы       | 1107              | 0,27 %   |
| Армяне         | 1040              | 0,25 %   |
| Узбеки         | 952               | 0,23 %   |
| Таджики        | 783               | 0,19 %   |
| Евреи          | 714               | 0,17 %   |
| Грузины        | 471               | 0,11 %   |
| Киргизы        | 457               | 0,11 %   |
| Другие         | 86 004            | 20,64 %  |
| Итого          | 416 570           | 100,00 % |

Преступность
По данным на 2013 год по уровню преступности Фрунзенский район занимает 4 место от конца списка, таким образом оставаясь одним из самых безопасных районов в городе, одновременно доля тяжких преступлений самая высокая и составляет 55 %, что породило среди населения города убеждение того, что Фрунзенский является самым опасным районом в городе, даже несмотря на это, он остаётся безопаснее центральных районов Петербурга.

## Транспорт
Развито троллейбусное, трамвайное и автобусное сообщение.
В декабре 2008 года открыта станция метро «Волковская», в 2010 году — станция «Обводный канал», в 2012 году — станции «Международная» и «Бухарестская», в 2019 году — станции «Проспект Славы» и «Дунайская». К 2030 году планируется открытие станций метро «Боровая» и «Каретная».
Так же по западной и восточной границам района проходят 2 железнодорожных направления : Московское : Станция Обухово, платформы Сортировочная и Фарфоровская.
Витебское : Воздухоплавательный парк, Проспект Славы и Купчино.

### Дороги
На территории Фрунзенского района 59 дорог:
- федеральные — протяженность 3086 м.
- территориальные — 26 протяженностью 72160 м.
- районные — 32 протяженностью 35850 м.

Общая протяжённость дорог Фрунзенского района (включая боковые проезды) составляет 122 км, а их площадь — 2663 тыс. м².

### Метро
До 2008 года в районе располагалась лишь одна станция метро на самом юге, из-за чего район существовал в условиях транспортной изоляции, после открытия 4 новых станций 5-й линии ситуация кардинально изменилась в лучшую сторону, но условия изоляции сохранялись на юге района, пока 3 октября 2019 года не были открыты ещё две станции: «Проспект Славы» и «Дунайская» (конечная станция 5-й линии «Шушары» относится к соседнему Пушкинскому району). Также через район планируется провести 6-ю линию, которая должна упростить передвижение в западно-восточном направлении, минуя центр города.
- «Купчино» (1972 год)
- «Обводный канал» (2010 год)
- «Волковская» (2008 год)
- «Бухарестская» (2012 год)
- «Международная» (2012 год)
- «Проспект Славы» (2019 год)
- «Дунайская» (2019 год)
- «Боровая» (2030 год) (проектируется)
- «Каретная» (2030 год) (проектируется) (пересадочная на станцию  «Обводный канал»)

## Внутригородские муниципальные образования
В границах Фрунзенского района Санкт-Петербурга располагаются 6 внутригородских муниципальных образований со статусом муниципальных округов:
| № | Флаг | Герб | Статус ВМО | Название ВМО    | Дата присвоения | Бывшее № название | Площадь, км² | Население, чел. (2025 г.) | Плотность населения (чел./км²) |
| - | ---- | ---- | ---------- | --------------- | --------------- | ----------------- | ------------ | ------------------------- | ------------------------------ |
| 1 |      |      | мун. округ | Волковское      | 19.05.2008      | МО №71            | 12,54        | ↘61 224                   | 4540,67                        |
| 2 |      |      | мун. округ | № 72            |                 | МО №72            | 3,6          | ↘67 523                   | 17965                          |
| 3 |      |      | мун. округ | Купчино         | 17.06.1998      | МО №73            | 2,82         | ↘55 794                   | 17785,82                       |
| 4 |      |      | мун. округ | Георгиевский    | 21.07.2008      | МО №74            | 4,2          | ↘91 841                   | 20578,1                        |
| 5 |      |      | мун. округ | Александровский | 01.07.2021      | МО №75            | 10           | ↗62 485                   | 5111,3                         |
| 6 |      |      | мун. округ | Балканский      | 19.05.2008      | МО №76            | 4,24         | ↘73 604                   | 17567,92                       |

## Экономика, финансы и торговля
Ведущее место в экономике Фрунзенского района занимает промышленный комплекс, представленный широким перечнем перерабатывающих производств. Обрабатывающие производства, на долю которых приходится 64,4 % отгруженной продукции, определяют специфику и значимость промышленности для экономики района. Фрунзенский район входит в число крупнейших районов Санкт-Петербурга по количеству налогоплательщиков. За последние 5 лет число налогоплательщиков, живущих здесь, выросло на 4213 единиц. В настоящее время во Фрунзенском районе — 656 магазинов, 582 предприятия бытового обслуживания (на 3,2 тысячи рабочих мест), 325 предприятий общественного питания (на 17,8 тысяч посадочных мест). По количеству магазинов пешеходной доступности
район занимает лидирующее положение в городе.

## Образование
Во Фрунзенском районе осуществляют свою деятельность 133 образовательных учреждения, подведомственных администрации Фрунзенского района: 80 – дошкольных образовательных учреждений; 47 – общеобразовательных учреждений; 1 – коррекционный интернат № 37; 1 – Дворец детского (юношеского) творчества; 1 – Центр эстетического воспитания; 1 – Центр детского (юношеского) технического творчества «Мотор»; 1 – детский дом (№ 11); 1 – Информационно-методический центр. А также 13 – средних специальных учебных заведений (лицеи, колледжи, училища); 8 – высших учебных заведений.
Всего в образовательных учреждениях Фрунзенского района обучается 27557 детей. В дошкольных образовательных учреждениях Фрунзенского района воспитывается 14234 ребёнка.

## Здравоохранение
На территории Фрунзенского района находится 19 медицинских учреждений, из них 10 медицинских учреждений, подведомственных непосредственно отделу здравоохранения администрации Фрунзенского района.
| СПб ГБУЗ "Городская поликлиника №19"                                                    | 192238, Санкт-Петербург Пражская ул., д.11             |
| СПб ГБУЗ "Городская поликлиника №19" Амбулаторно-поликлиническое отделение              | 192007, Санкт-Петербург Воронежская ул., д.104         |
| СПб ГБУЗ "Городская поликлиника №19" Детское поликлиническое отделение №43              | 192212, Санкт-Петербург Будапештская ул., д.6          |
| Детское поликлиническое отделение №41 СПб ГБУЗ "Городская поликлиника №44"              | 192212, Санкт-Петербург, Будапештская ул., дом 25      |
| СПб ГБУЗ "Городская поликлиника №44"                                                    | 192071, Санкт-Петербург Будапештская ул., д.20         |
| Женская консультация № 19 СПб ГБУЗ "Городская поликлиника № 44"                         | 192212, Санкт-Петербург, ул Пражская, дом 12           |
| СПб ГБУЗ "Городская поликлиника №56 администрации Фрунзенского района"                  | 192241, Санкт-Петербург Пражская ул., д.40             |
| СПб ГБУЗ "Городская поликлиника №56" Детское поликлиническое отделение №48              | 192241, Санкт-Петербург Пражская ул., д.38             |
| СПб ГБУЗ "Городская поликлиника №78"                                                    | 192239, Санкт-Петербург Будапештская ул., д.63, корп.2 |
| СПб ГБУЗ "Городская поликлиника №78" Детское поликлиническое отделение №32              | 192239, Санкт-Петербург Будапештская ул., д.66, корп.2 |
| СПб ГБУЗ "Городская поликлиника №109"                                                   | 192283, Санкт-Петербург ул. О. Дундича, д.8, корп.2    |
| СПб ГБУЗ "Городская поликлиника №109" Поликлиническое отделение № 5                     | 192284, Санкт-Петербург Купчинская ул., д.5, корп.1    |
| СПб ГУЗ "Городская поликлиника №109" Детское поликлиническое отделение №3               | 192284, Санкт-Петербург Купчинская ул., д.4            |
| СПб ГБУЗ "Городская поликлиника №109" Детское поликлиническое отделение №64             | 192283, Санкт-Петербург ул. О. Дундича, д.26           |
| СПб ГБУЗ "Стоматологическая поликлиника №15"                                            | 190018, Санкт-Петербург Загородный пр., д.48           |
| СПб ГБУЗ "Стоматологическая поликлиника №29"                                            | 192284, Санкт-Петербург Будапештская ул., д.69 корп.1  |
| СПб ГКУЗ "Психоневрологический диспансер"                                               | 198013, Санкт-Петербург Подъездной пер, д.21           |
| СПб ГКУЗ "Специализированный дом ребёнка №3 (психоневрологический) Фрунзенского района" | 192289, Санкт-Петербург Загребский б-р, д.42           |

## Молодёжная политика
Одной из основных задач молодёжной политики является социальная поддержка подростков и молодёжи, организация их досуга, помощь талантливым и творчески одаренным молодым людям. В районе работает Государственное учреждение "Подростково-молодёжный досуговый центр «Фрунзенский». На базе 21 подростково-молодёжного клуба действует 190 кружков и секций, в которых занимается более 6500 детей и подростков, из них более половины — бесплатно.
На улице Софийской, д. 47, к. 1 работает подростково-молодёжный клуб «Старт». В нём занимаются малыши, подростки и взрослые. Занятия проводят педагоги и тренеры высокой квалификации. Секции и кружки: компьютерные курсы, футбол для школьников и дошкольников, большой теннис, ояма-каратэ, бальные танцы, акробатический рок-н-ролл, фортепиано и хор, гитара, архитектурно-художественная студия «Ракурс» — лауреат многочисленных фестивалей и конкурсов, развивающее рисование для дошколят (утренние и вечерние группы), а также подготовка к школе. В 2011-2012 учебном году планируется открытие утренних групп для малышей (с 3 лет): гимнастика, хор и группа раннего развития.

## Культура
В районе представлена сеть разнообразных учреждений культуры и досуга: централизованная библиотечная система, которая включает 13 массовых библиотек; СПб ГУК «Детский кинотеатр „Чайка“»; школа искусств, музыкальная школа и детская художественная школа; Государственный детский ледовый театр; музей — некрополь «Литераторские мостки» — филиал музея городской скульптуры. Концертно-театральный зал представлен в виде ДК "Железнодорожников".